# Xanthorhoe pratti
Xanthorhoe pratti är en fjärilsart som beskrevs av Louis Beethoven Prout 1922. Xanthorhoe pratti ingår i släktet Xanthorhoe och familjen mätare. Inga underarter finns listade i Catalogue of Life.